# Bart Brentjens
Bart Jan-Baptist Marie Brentjens (Haelen, 10 de octubre de 1968) es un deportista neerlandés que compitió en ciclismo de montaña en la disciplina de campo a través.
Participó en cuatro Juegos Olímpicos de Verano, entre los años 1996 y 2008, obteniendo en total dos medallas: oro en Atlanta 1996 y bronce en Atenas 2004, ambas en la prueba de campo a través.
Ganó tres medallas en el Campeonato Mundial de Ciclismo de Montaña entre los años 1994 y 2000, y dos medallas en el Campeonato Europeo de Ciclismo de Montaña, en los años 2000 y 2001.
Además, obtuvo tres medallas en el Campeonato Mundial de Ciclismo de Montaña en Maratón entre los años 2003 y 2005.

## Medallero internacional
| Juegos Olímpicos   | Juegos Olímpicos         | Juegos Olímpicos  | Juegos Olímpicos |
| Año                | Lugar                    | Medalla           | Competición      |
| ------------------ | ------------------------ | ----------------- | ---------------- |
| 1996               | Atlanta (Estados Unidos) | Medalla de oro    | Campo a través   |
| 2004               | Atenas (Grecia)          | Medalla de bronce | Campo a través   |
| Campeonato Mundial |                          |                   |                  |
| Año                | Lugar                    | Medalla           | Competición      |
| 1994               | Vail (Estados Unidos)    | Medalla de bronce | Campo a través   |
| 1995               | Kirchzarten (Austria)    | Medalla de oro    | Campo a través   |
| 2000               | Sierra Nevada (España)   | Medalla de bronce | Campo a través   |
| Campeonato Europeo |                          |                   |                  |
| Año                | Lugar                    | Medalla           | Competición      |
| 2000               | Rhenen (Países Bajos)    | Medalla de plata  | Campo a través   |
| 2001               | St. Wendel (Alemania)    | Medalla de oro    | Campo a través   |

| Campeonato Mundial | Campeonato Mundial    | Campeonato Mundial | Campeonato Mundial |
| Año                | Lugar                 | Medalla            | Competición        |
| ------------------ | --------------------- | ------------------ | ------------------ |
| 2003               | Lugano (Suiza)        | Medalla de plata   | Campo a través     |
| 2004               | Bad Goisern (Austria) | Medalla de bronce  | Campo a través     |
| 2005               | Lillehammer (Noruega) | Medalla de plata   | Campo a través     |